# Зандбостель
Зандбостель (нім. Sandbostel) — громада в Німеччині, розташована в землі Нижня Саксонія. Входить до складу району Ротенбург-на-Вюмме. Складова частина об'єднання громад Зельзінген.
Площа — 31,54 км2. Населення становить 786 ос. (станом на 31 грудня 2021).

## Галерея

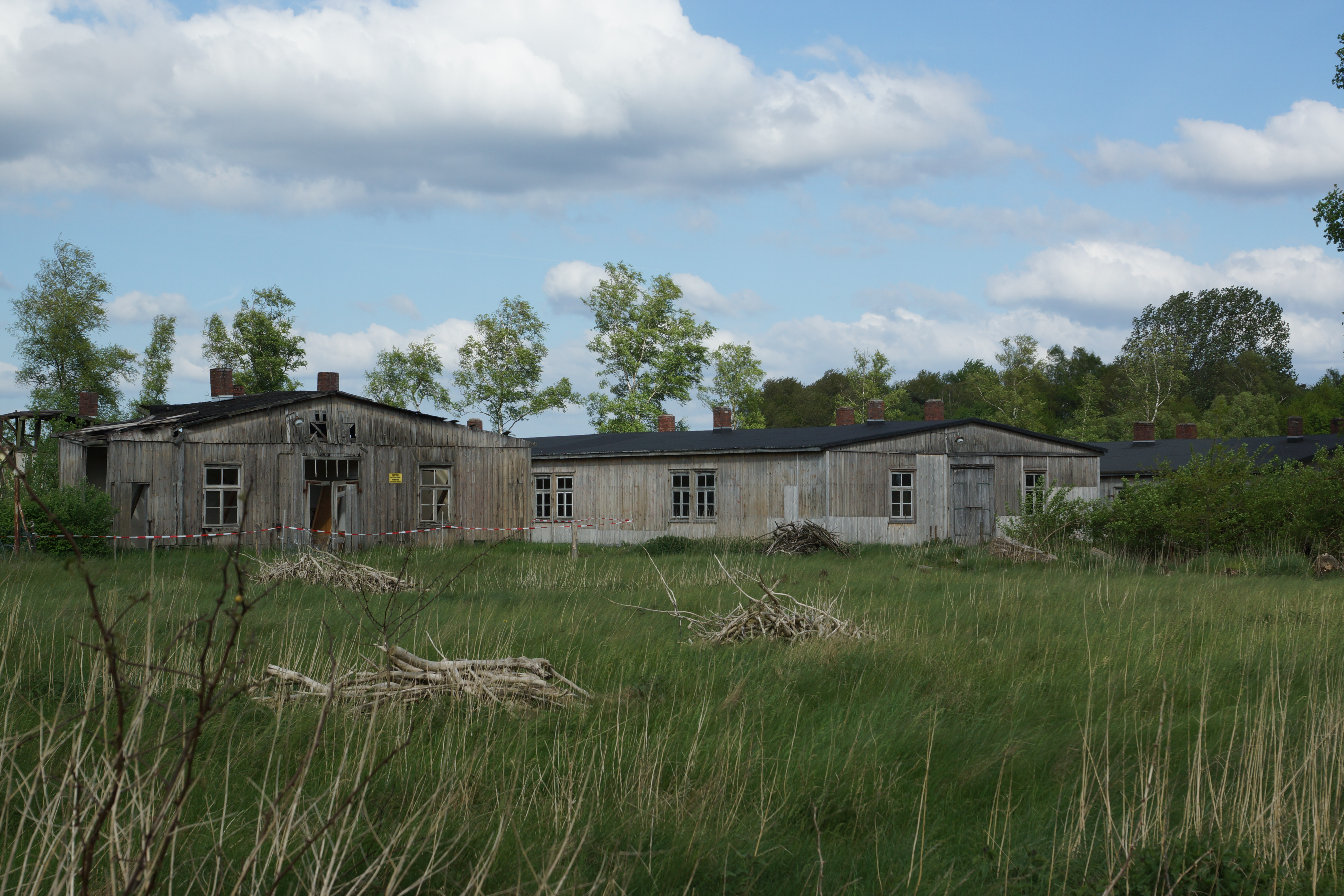